# Comité Emergencial de Cientistas Atómicos
O Comité Emergencial de Cientistas Atómicos (Emergency Committee of Atomic Scientists) foi fundado por Albert Einstein e Leó Szilárd em 1946. Os seus objectivos eram os de alertar a opinião pública para os perigos associados ao desenvolvimento de armas nucleares, promover o uso pacífico da energia nuclear e em última análise, trabalhar para a paz mundial. 
O comité foi estabelecido após a petição Szilárd (1945) ter sido remetida ao Presidente dos EUA, Harry S. Truman, opondo-se ao uso da bomba atómica por razões morais. A petição foi assinada por 68 cientistas que tinham trabalhado no Projecto Manhattan. A maioria dos cientistas que trabalhavam no Projecto Manhattan, não sabiam inteiramente o que estava a criar nessa altura.
O Comíté apenas consistia em oito membros:
- Albert Einstein Presidente
- Harold Clayton Urey Vice-Presidente
- Hans Bethe
- T.R. Hogness
- Philip McCord Morse
- Linus Pauling
- Leó Szilard
- Victor Weisskopf